# غيلبرت موراي
غيلبرت موراي (بالإنجليزية: Gilbert Murray)‏ (و. 1866 – 1957 م) هو لغوي، وعالم لغوي كلاسيكي، وأستاذ جامعي، وكاتب مسرحي، من أستراليا، ولد في سيدني، وكان عضوًا في الأكاديمية الملكية السويدية للعلوم، والأكاديمية الأمريكية للفنون والعلوم، توفي في أكسفورد، عن عمر يناهز 91 عاماً.
ولد جورج غيلبرت إيمي موراي في أستراليا في 2 يناير 1866 وتوفي في 2 مايو 1957، باحث بريطاني كلاسيكي، ومفكر عام حائز على جائزة زمالة الأكاديمية البريطانية ووسام الاستحقاق، ولديه علاقات في العديد من المجالات. باحث بارز في لغة وثقافة اليونان القديمة، وربما السلطة الرائدة في النصف الأول من القرن العشرين. إنه أساس شخصية أدولفس كوسينز في مسرحية صديقه جورج برنارد شو ميجر بربارا، ويظهر أيضًا كشخصية في جوقة مسرحية فرام لتوني هاريسون.

## النشأة
ولد موراي في سيدني، أستراليا. والده السير تيرينس أوبري موراي، الذي توفي عام 1873، عضو في برلمان نيو ساوث ويلز. أدارت والدة غيلبرت، أغنيس آن موراي (لقبها قبل الزواج إدواردز) مدرسة للبنات في سيدني لبضع سنوات. ثم هاجرت أغنيس مع غيلبرت إلى المملكة المتحدة في عام 1877، وهناك توفيت في عام 1891. تلقى موراي تعليمه في مدرسة ميرشانت تايلورز، وكلية سانت جون، أكسفورد.

## الكلاسيكي

### العمل الأكاديمي
كان موراي أستاذًا للغة اليونانية في جامعة غلاسكو منذ عام 1889 وحتى عام 1899. كان هناك انقطاع في مسيرته الأكاديمية منذ عام 1899 وحتى عام 1905، عندما عاد إلى أكسفورد، اهتم بالكتابة الدرامية والسياسية. بعد عام 1908 كان أستاذًا يشغل أحد الكراسي الملكية اليونانية في جامعة أكسفورد.
كان موراي محاضرًا لتشارلز إليوت نورتون في جامعة هارفارد منذ عام 1925 وحتى عام 1926.

### الدراما اليونانية
ربما اشتهر موراي بترجماته للأبيات الشعرية من الدراما اليونانية، والتي اشتُهرت وتميزت في زمنهم. اعتُبر عمومًا من أتباع سوينبرن بصفته شاعرًا، ولم يتعاطف مع الشعراء الحداثيين من الجيل الصاعد. كان لمسرح الدراما الإغريقية باللغة الإنجليزية تأثير ثقافي خاص. كان قد جرب في وقت سابق دراما النثر الخاصة به، دون نجاح كبير.
مع مرور الوقت عمل مع كامل آثار مؤلفي الدراما الإغريقية الموثوق بصحتها (إسخيلوس، وسوفوكليس، ويوربيديس في المأساة، أرسطوفانيس في الكوميديا). قًدم من أعمال يوربيديس: هيبوليتوس والباكوسيات (جنبًا إلى جنب مع ملهاة ضفادع لأريستوفان، الطبعة الأولى عام 1902)، وميديا، ونساء طروادة، وإليكترا (1905-1907)، وإيفيجينيا في توريس (1910)، والريسوس (1913) في مسرح البلاط الملكي في لندن. قدم غرانفيل باركر وزوجته لايلا مكارثي عروضًا في الهواء الطلق في الولايات المتحدة لنساء طروادة وإيفيجينيا في توريس في كليات مختلفة (1915).
كانت ترجمة أوديب ملكا مهمة ويليام بتلر ييتس. لم يكن من الممكن عرض هذا لجمهور بريطاني حتى عام 1912. جُرّ موراي إلى النقاش العام حول الرقابة التي وصلت إلى ذروتها في عام 1907، ودفعه ويليام آرتشر، الذي عرفه جيدًا من غلاسكو، وجورج برنارد شو، وآخرين مثل جون غالسورثي، وجيمس ماثيو باري، وإدوارد غارنيت. قُدِمت عريضة إلى وزير الداخلية آنذاك هربرت جلادستون في أوائل عام 1908.

### الطقوس
كان أحد العلماء المقترنين بجين هاريسون في مدرسة الأساطير-الطقوس الخاصة بعلم الأساطير. التقيا لأول مرة في عام 1900. كتب ملحقًا على ألواح الأورفيك لكتابها لعام 1903 بعنوان معلومات تمهيدية، ساهم في وقت لاحق بكتابها ثيميس (1912).

كتب فرانسيس فيرغسون:
للطقوس بصفة عامة صراع شخصياتها الخاص، أو قتالها المقدس، بين الملك القديم، أو الإله أو البطل، والجديد، الذي يقابل صراعات الشخصيات في المآسي، ولحظة «الهدف» الواضحة من الإيقاع المأساوي. وللطقوس السبارغموس الخاصة بها والتي تعني تمزيق الضحية الملكية حرفيًا أو رمزيًا، يليها رثاء و/أو فرحة الجوقة، وهي العناصر التي تتفق مع لحظات «العاطفة». للطقوس رسولها، ومشهدها المعترف به، وإلهامها، وهي وسائل مختلفة لسير الرواية ولتمثيل لحظة «الإدراك» التي تتبع «الرثاء». يدرس البروفيسور موراي، بكلمة واحدة، فن المأساة في ضوء أشكال الطقوس، وبالتالي يلقي بالفعل ضوءً جديدًا على شاعرية أرسطو.

## جوائز وترشيحات
حصل على جوائز منها:
- وسام الاستحقاق للفنون والعلوم
- وسام الاستحقاق.

ترشح لـ:
- جائزة نوبل للسلام (1956)[20]
- جائزة نوبل للسلام (1934).[20]

## روابط خارجية
- غيلبرت موراي على موقع الموسوعة البريطانية (الإنجليزية)
- غيلبرت موراي على موقع مونزينجر (الألمانية)
- غيلبرت موراي على موقع ميوزك برينز (الإنجليزية)
- غيلبرت موراي على موقع قاعدة بيانات برودواي على الإنترنت (الإنجليزية)